# Paul Sterk
Paul Sterk (Venlo, 1964) is een Nederlandse schrijver en politicus.

## Biografie
Na het gymnasium B studeerde hij gezondheidswetenschappen aan de Rijksuniversiteit Limburg te Maastricht.
Vervolgens was hij langdurig werkzaam als adviseur en kwaliteitsmanager in de gezondheidszorg, een sector waarin hij ook diverse bestuurlijke en toezichthoudende functies bekleedde. Daarnaast was hij docent en publicist op het gebied van kwaliteit en zorg.
Thans woont en werkt hij als auteur in de stad Weert. Tussen 2014 en 2022 was hij wethouder in de gemeente Weert. Sinds mei 2024 is hij wethouder in de gemeente Heeze-Leende.

## Boeken
In 2008 debuteerde hij met de roman “Via sterren en zeemeerminnen”, een muzikale “roadnovel”. De hoofdpersoon reist in een louteringstocht de band Wilco achterna. Het verhaal begint en eindigt in Weert op het Bospopfestival.
In 2011 verscheen zijn boek “Apostel van Tricht”, een spannende roman, die begint waar het Bijbelboek Openbaring van Johannes (apostel) eindigt. De hoofdpersonen proberen in een verwoest Maastricht te overleven. Zowel de Faustlegende van Goethe als de Servaaslegende van (Hendrik van Veldeke) krijgen in “Apostel van Tricht” een nieuwe interpretatie.
Naast romans publiceerde Sterk sonnetten. Voor alle molens in de gemeente Weert schreef hij een sonnet, in 2014 verzameld in "Winddicht". Onderdeel van deze bundel is een door Jos Mennen geproduceerde cd. De 12 molensonnetten zijn door diverse artiesten op muziek gezet.
In 2015 verscheen "Over hoeren en madonna's", het resultaat van een project met fotograaf Lilith. Bijbelse vrouwen worden in de vorm van zelfportretten en sonnetten vanuit een ander perspectief benaderd. Onder de titel "Over hoeren en madonna's" zijn de foto's en handgeschreven sonnetten in 2015 tentoongesteld in Museum van Bommel van Dam in Venlo.
In de openbare ruimte in Weert zijn sonnetten van Sterk te lezen: in het stadhuis, op het station en bij een aantal molens.
Zijn romans en de dichtbundel/cd "Winddicht" verschenen bij Uitgeverij TIC in Maastricht.
"Over hoeren en madonna's" verscheen bij VanSpijk/Rekafa Publishers in Venlo.

## Columns
Paul Sterk is sinds 2009 de huiscolumnist van Bospop.